# 그란마 (요트)

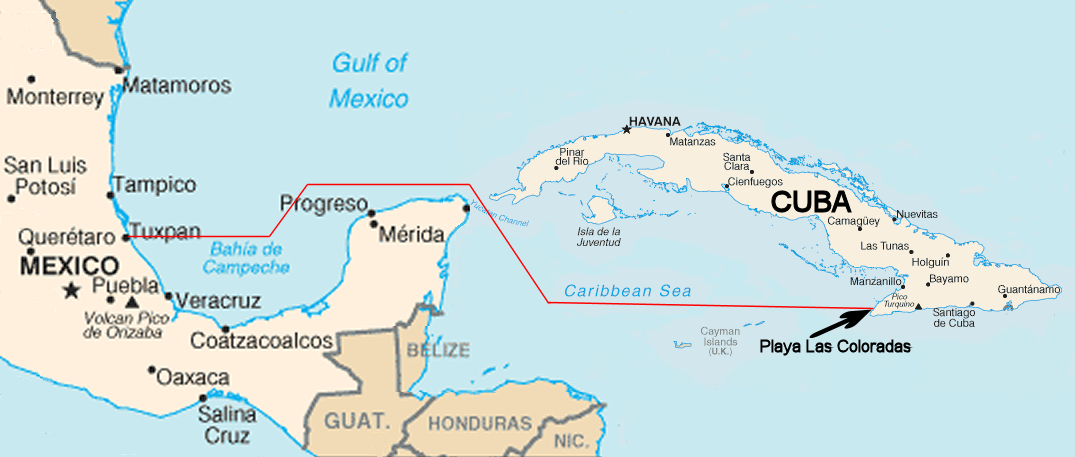
그란마의 항로

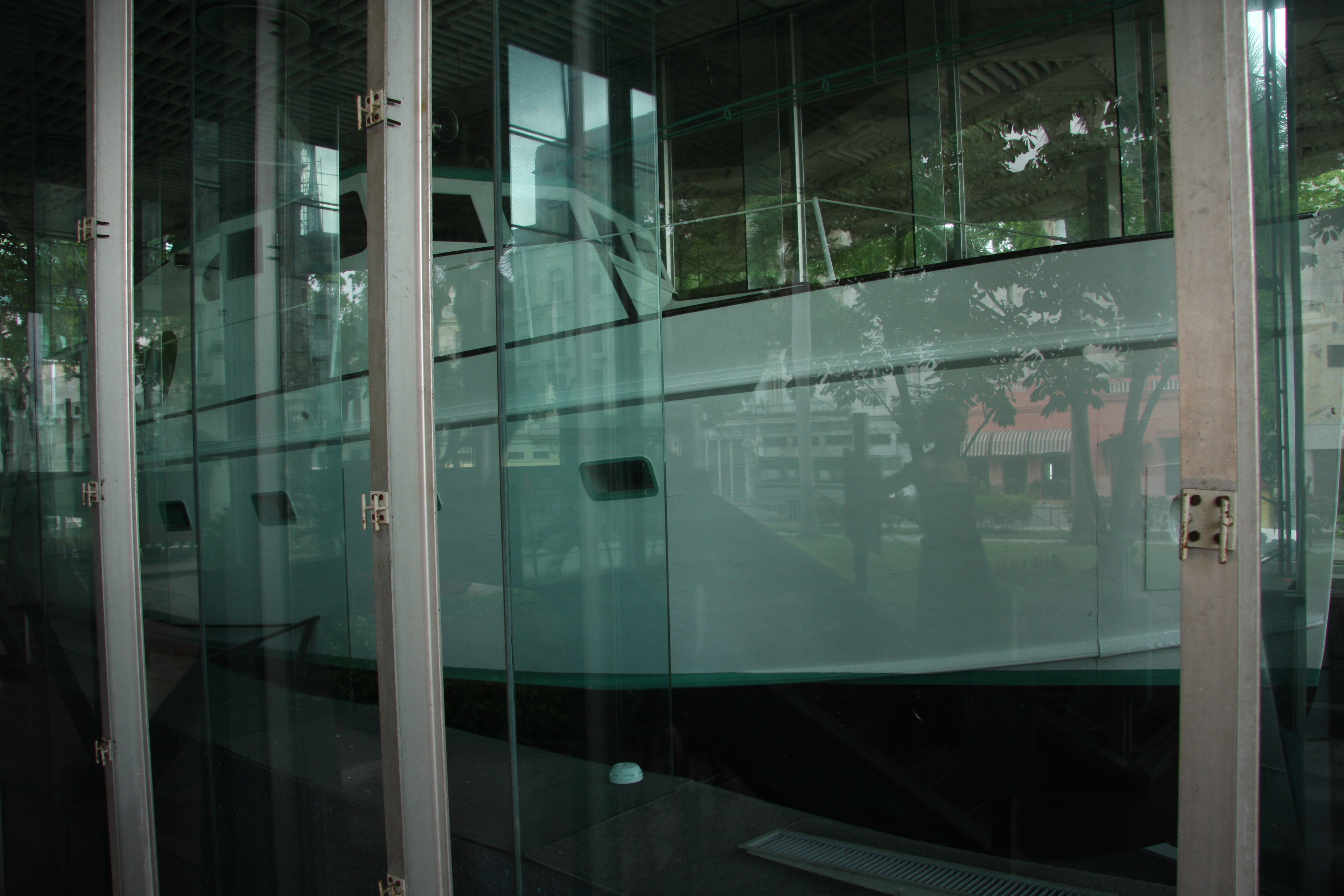
아바나 혁명박물관의 그란마

그란마(스페인어: Granma)는 1956년 12월 2일 쿠바 혁명 때 멕시코로 망명했던 피델 카스트로가 체 게바라, 알베르트 바요, 카밀로 시엔푸에고스 등 혁명군 간부와 함께 쿠바에 다시 상륙하는 데 사용한 요트이다.

## 개요
그란마 호는 본래 1943년 무렵에 미국 뉴욕 브루클린에 위치한 휠러 조선소에서 제조된 정원 12명의 디젤 엔진 구동의 순양함이었다. 피델 카스트로는 미국 해군의 카탈리나 비행정을 구입하려고 시도했지만 자금 부족으로 인해 중고 요트로 팔리고 있었던 그란마를 50,000 멕시코 페소에 구매했다.
체 게바라와 피델 카스트로를 비롯한 혁명군들이 탑승한 그란마 호는 1956년 11월 25일 자정에 멕시코에서 출항했고 그로부터 일주일이 지난 12월 2일 쿠바에 재상륙을 하였다. 쿠바 공산당의 기관지인 《그란마》는 여기서 유래된 이름이다.